# 皇清経解
『皇清経解』（こうしんけいかい、こうせいけいかい。『学海堂経解』とも）は、清の両広総督の阮元（1764年 - 1849年）が編纂した叢書で、七十三家・一百八十八種の書籍を収める。全1400巻。この書は経学（経書研究）の書の集成であり、乾嘉の学に対する第一次の全面的な総括である。後に夏修恕・阮福らの編輯・校勘・監刻・出版を経て、道光9年（1829年）9月に全書の刊行が完成した。内容の分類はなされておらず、ただ著者の年代順で並べられている。
咸豊7年（1857年）9月、アロー戦争でイギリス・フランス軍が広東に侵入し、版木の過半数が戦火に遭った。咸豊10年（1861年）、両広総督の労崇光らが補刻のための資金を集め、馮登府の著作七種（計8巻）を加えて、「咸豊庚申補刊本」が完成した。
光緒の初期、陶治元の編纂による『皇清経解敬修堂編目』16巻が作られた。この本は、経書の順番に沿って並び替えて、経文ごとに対応する著作の頁数を示した。
王先謙（1842年 - 1917年）は『皇清経解』の体例に倣って、続編である『皇清経解続編』（1430巻）を制作した。
江戸時代後期の日本でも『皇清経解』は受容されており、特に安井息軒（1799年 - 1876年）は本書を購入して膨大な書き入れを行っている。

## 内容
阮元『皇清経解』に収められている著者は、顧炎武・閻若璩・胡渭・万斯大・陳啓源・毛奇齢・恵周惕・姜宸英・臧琳・馮景・蒋廷錫・恵士奇・王懋竑・江永・呉廷華・秦蕙田・全祖望・杭世駿・斉召南・沈彤・恵棟・荘存与・盧文弨・江声・王鳴盛・銭大昕・翟灝・盛百二・孫志祖・任大椿・邵晋涵・程瑶田・金榜・戴震・段玉裁・王念孫・孔広森・銭塘・李惇・武億・孫星衍・胡匡衷・凌廷堪・劉台拱・汪中・阮元・張敦仁・焦循・江藩・臧庸・梁玉縄・王引之・張恵言・陳寿祺・許宗彦・郝懿行・馬宗璉・劉逢禄・胡培翬・趙坦・洪震煊・劉履恂・崔応榴・方観旭・陳懋齢・宋翔鳳・李黼平・凌曙・阮福・朱彬・劉玉麐・王崧・厳杰の七十三家である。
王先謙『皇清経解続編』において新たに加えられた著者は、王夫之・陳厚耀・顧棟高・任啓運・程廷祚・褚寅亮・銭坫・宋綿初・周広業・荘述祖・洪亮吉・梁履縄・李林松・胡秉虔・厳可均・馬瑞辰・胡承珙・洪頤煊・元照・徐養原・王聘珍・李富孫・黄模・臧寿恭・沈欽韓・金曰追・李鋭・沈濤・汪遠孫・張成孫・許桂林・金鶚・江沅・朱大韶・馮登府・劉文淇・羅士琳・李貽徳・呉卓信・陳奐・曾釗・汪㷖・兪正燮・丁晏・迮鶴寿・姚配中・包慎言・潘維城・胡祥麟・龔自珍・鄭珍・鄭知同・陳澧・侯康・苗夔・夏炘・朱緒曾・柳興恩・黄式三・王宗涑・朱右曾・呉嘉賓・曾国藩・劉宝楠・劉恭冕・竜啓瑞・陳立・邵懿辰・何秋濤・魏源・鄒漢勛・劉書年・鍾文烝・劉毓崧・陳寿熊・蒋仁栄・兪樾・倪文蔚・成蓉鏡・劉恭冕・孔広牧・黄以周・陶方琦・劉寿曾・林兆豊・胡元儀・胡元玉・林頤山である。